# Avro
Pour les articles homonymes, voir Avro (homonymie).
Avro Aircraft (Limited) est un constructeur aéronautique britannique disparu. Fondé en 1910, il a produit quelques appareils très célèbres comme l'Avro 504, biplan d'école de la Première Guerre mondiale, le bombardier Avro Lancaster qui joua un rôle essentiel durant la Seconde Guerre mondiale ou le Vulcan qui participa à la guerre des Malouines. En 1963, il a été absorbé par Hawker-Siddeley.

## Des origines à la fin de laPremière Guerre mondiale

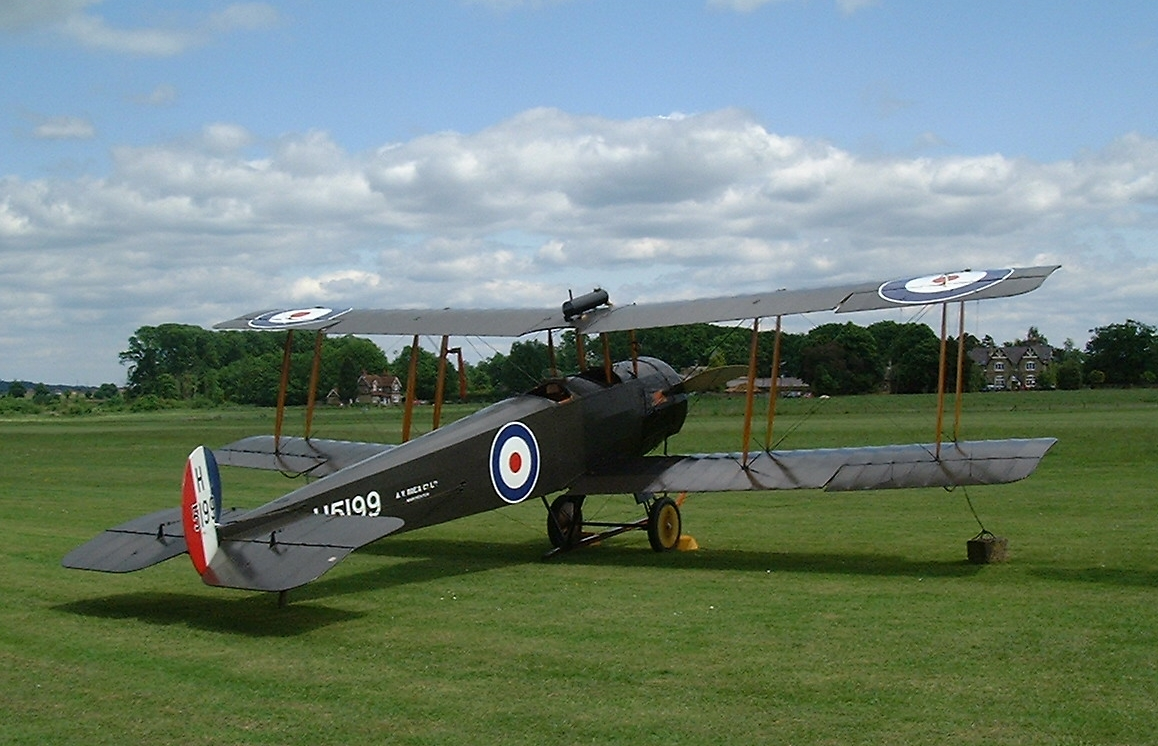
Avro 504

A.V. Roe & Company fut une des premières entreprises au monde constituée dans le seul but de produire des avions puisqu’elle fut créée le 1er janvier 1910 Great Ancoats Street, Brownsfield Mills, Manchester, par Alliott Verdon-Roe (1877-1958) et son frère Humphrey (1879-1949). En 1912 elle a produit le premier monoplan au monde à cabine fermée, et devint en 1913 A.V.Roe & Company Limited après entrée au capital de la famille Groves, des brasseurs de Manchester. La même année fut produit l’Avro 504, dessiné par A.V.Roe et Roy Chadwick, dont 8 340 exemplaires furent construits dans les usines de Hamble, Failsworth, Miles Platting and Newton Heath au cours d’une vingtaine d’années. Cet excellent avion d’école fut également construit par des sous-traitants et sous licence à l’étranger.

## Du biplaceAvro 504au bombardierLancaster

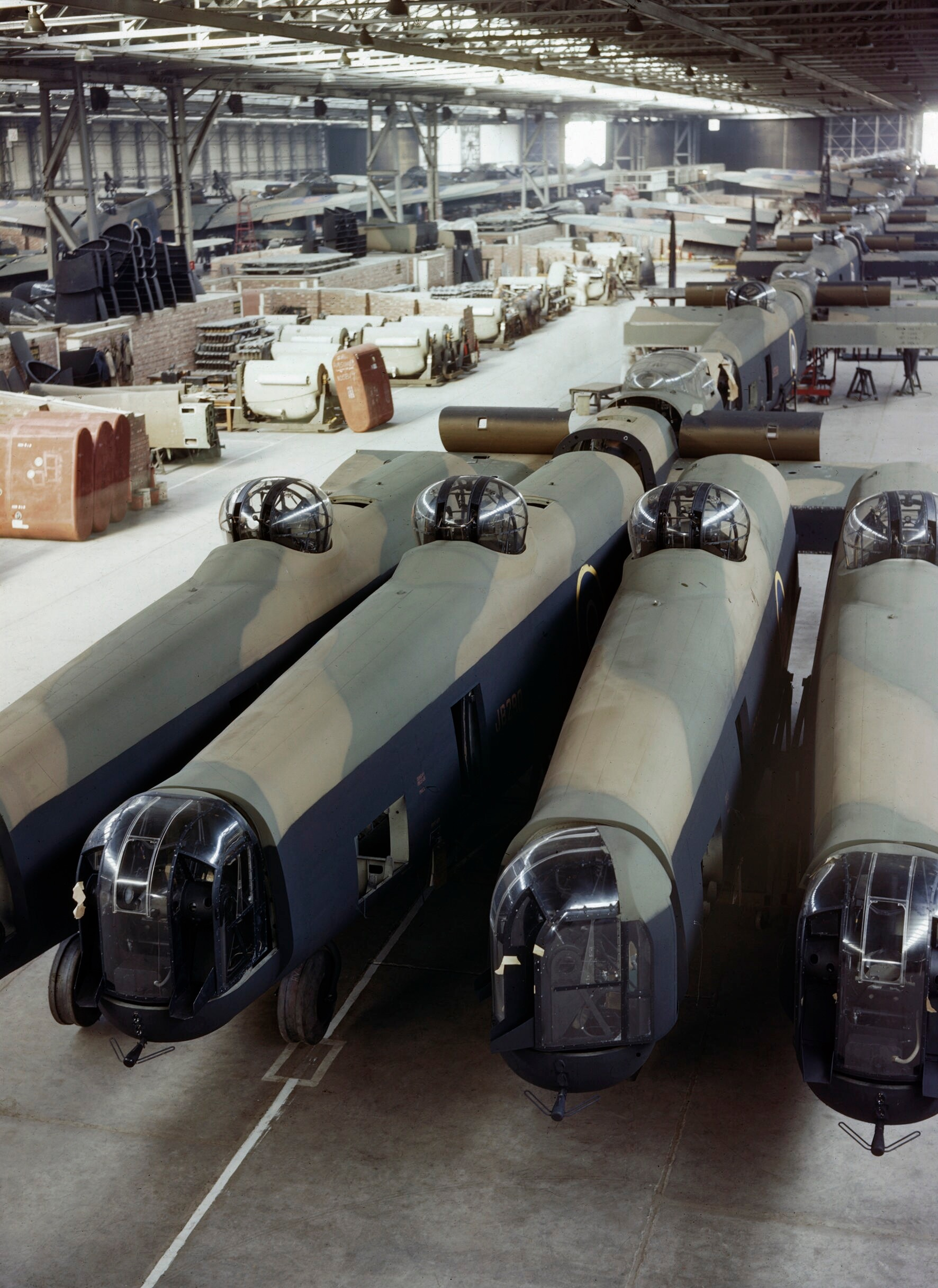
Des Avro Lancaster en construction en 1943 à l'usine A.V. Roe & Co, Ltd, sur le site de l'aérodrome de Woodford dans le Cheshire.

Malgré le succès de l’Avro 504, les années qui suivent la fin de la Première Guerre mondiale furent difficiles, l’Avro Avian rencontrant une forte concurrence. En août 1920 Crossley Motors, entreprise automobile voisine à la recherche de surfaces pour produire des carrosseries automobiles, acheta 68,5 % du capital d'A.V.Roe and Co. Avro devait alors produire, outre des avions, des carrosseries en aluminium sur une armature en bois adaptables sur un châssis de Ford T, l’ensemble étant commercialisé sous le nom Avrolite. L’usine Avro de Newton Heath, Manchester, a également produit environ 500 Harper Runabout, sorte de scooter tricycle.
En 1924, l’aérodrome d’Alexandra Park, au sud de Manchester, où avaient été testées les productions de guerre, fut abandonné, l’entreprise se repliant à New Hall Farm, Woodford, dans le Cheshire.

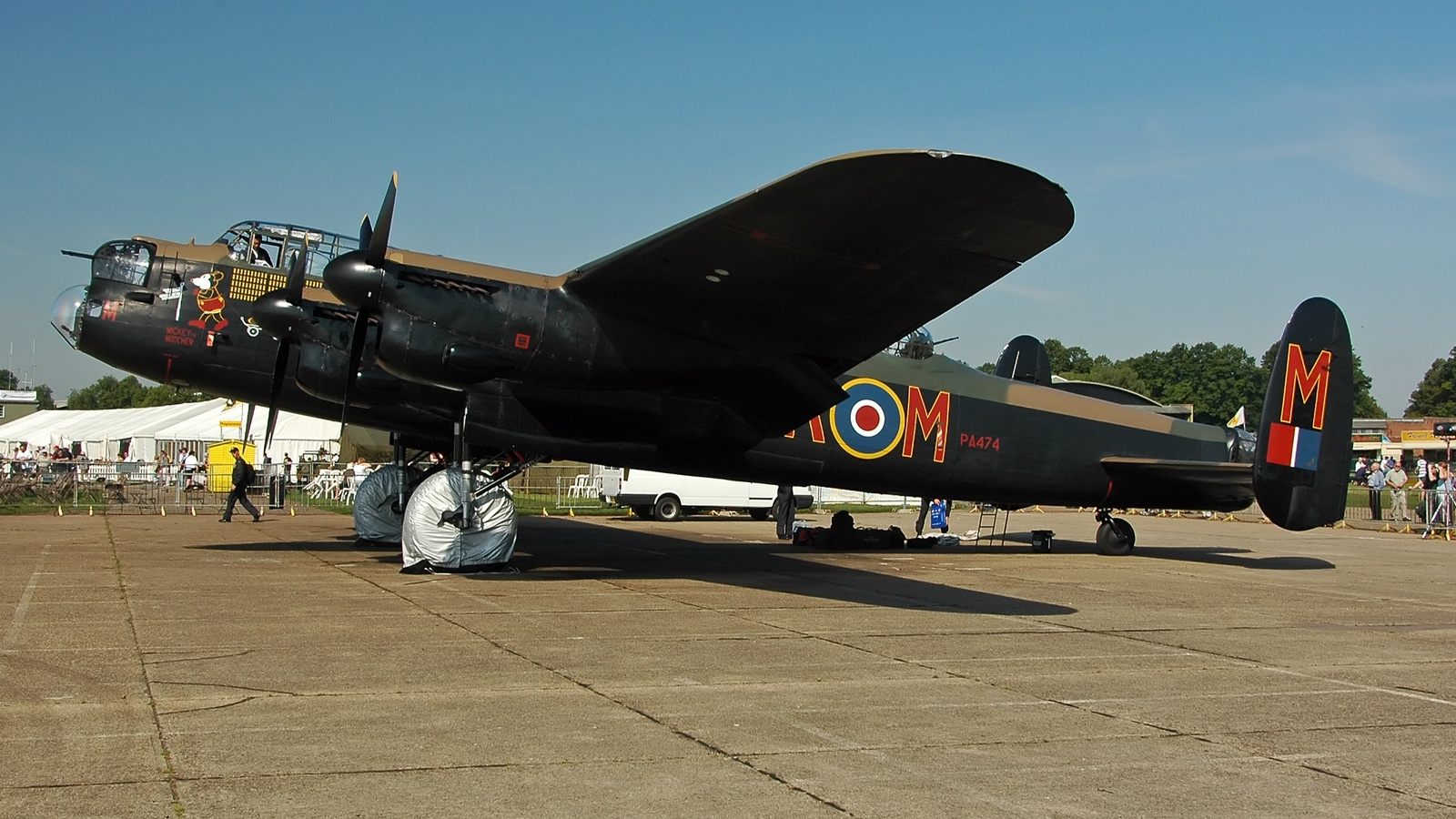
Avro Lancaster B.I

En 1928, Crossley Motors céda A.V.Roe & Co Ltd à Armstrong Siddeley Development Co.Ltd. L’entreprise conserva son identité et Roy Chadwick fut confirmé à la tête du bureau d’études, mais les frères Roe préférèrent vendre leurs parts pour prendre une participation majoritaire au chantier naval S.E.Saunders, à Cowes, dans l’Ile de Wight et se lancer dans la construction d’hydravions. En 1935 Avro devint une filiale du groupe Hawker-Siddeley Aircraft Co Ltd, tandis que le Tutor parvenait enfin à remplacer l’Avro 504.
À la veille de la guerre apparut un petit bimoteur de transport, l’Anson, dont les évènements feront un patrouilleur naval et surtout un excellent avion d’entraînement multimoteur. Revenant aux productions de guerre, Avro fournira aux alliés les bombardiers Lincoln, Manchester et surtout Lancaster, dont plus de 7 000 exemplaires furent produits avant de donner naissance au Lancastrian de transport et surtout au Schackleton, patrouilleur maritime qui resta en service 41 ans dans la RAF... un record !

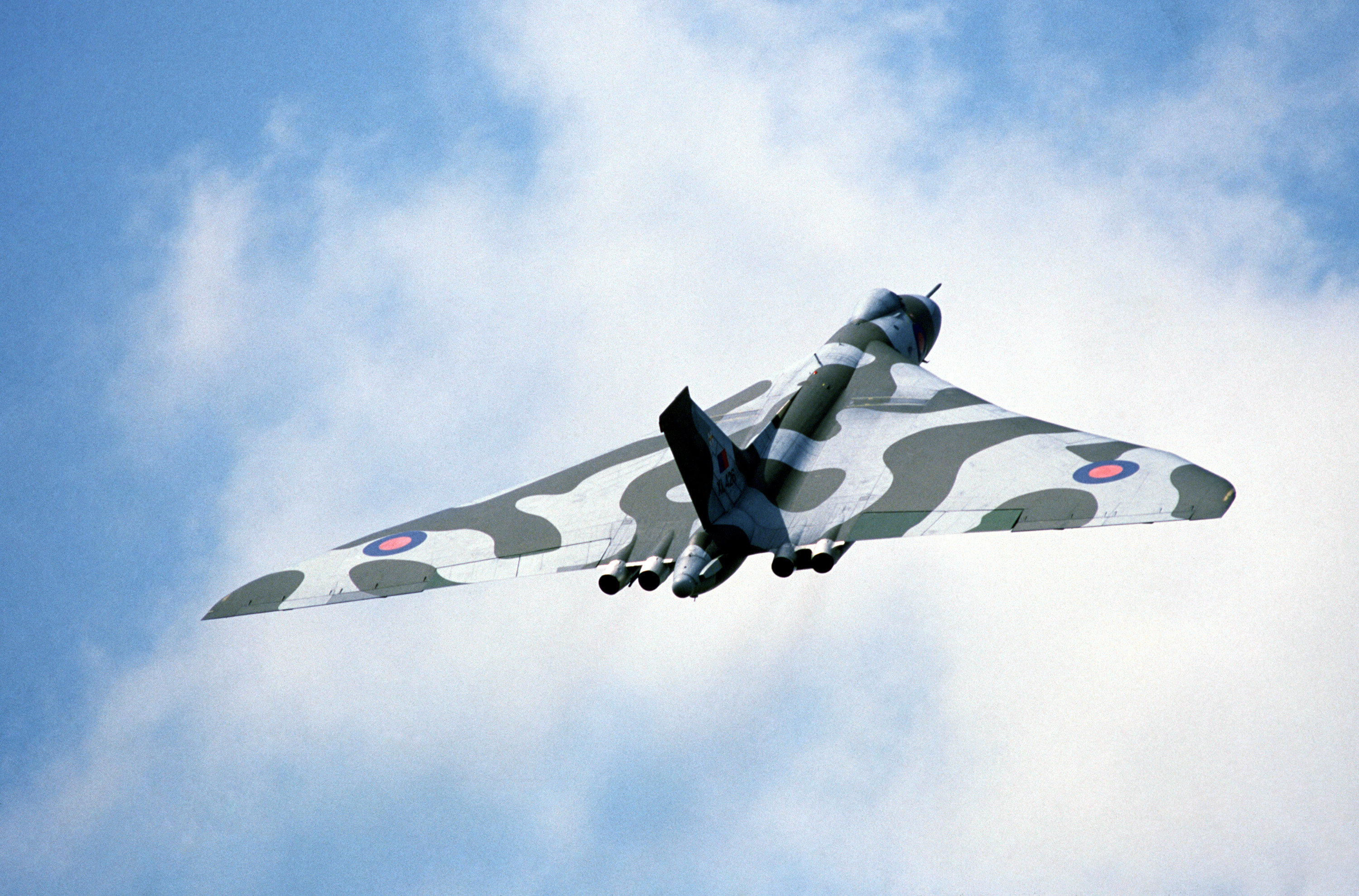
Avro Vulcan

## Difficile retour à l'économie de paix
Les années suivant la fin de la Seconde Guerre mondiale furent plus difficiles. L’avion de transport commercial pressurisé Tudor, fut un échec, malgré sa participation aux côtés du York, plus ancien, au fameux pont aérien de Berlin : BOAC annula sa commande, le Tudor pouvant difficilement rivaliser avec ses concurrents Bristol, Canadair, Douglas, Handley Page ou Lockheed. Le Vulcan, bombardier conventionnel ou ravitailleur en vol, fut le dernier appareil militaire de la firme, participant encore à la campagne des Malouines en 1982.
Âme de la firme, directement responsable de ses principaux succès, Roy Chadwick disparut le 23 août 1947 dans un stupide accident survenu au prototype Tudor 2. Il fut remplacé par son assistant, S. Davies.

## Avro Canada

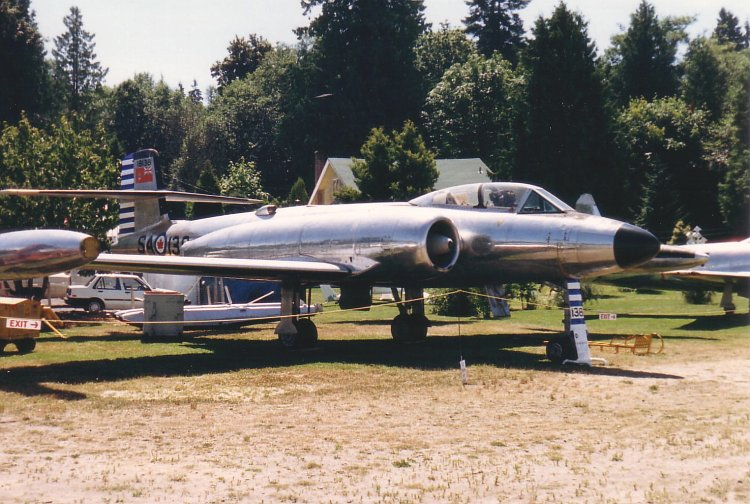
Avro Canada CF-100 Canuck

En juillet 1945, A.V.Roe & Co Ltd tenta de se diversifier en rachetant au gouvernement canadien Victory Aircraft Ltd, qui avait produit durant la Seconde Guerre mondiale des Avro Anson et des Lancaster dans son usine de Malton, près de Toronto. Devenue A.V. Roe Canada Ltd, généralement simplifiée en Avro Canada, l'usine canadienne produisit entre autres un intéressant intercepteur à réaction, l'Avro CF-100 Canuck, puis lança dans les années 1950 le développement de l'Avro Arrow, un intercepteur à hautes performances mais qui ne dépassa pas le stade de prototype. Outre les considérables dépassements de coût du programme, le gouvernement canadien fut en effet influencé par la tendance générale de l'époque condamnant les intercepteurs pilotés. Avro Canada fut racheté en 1962 par de Havilland of Canada Ltd.

## Absorbé parHawker-Siddeley
Développé durant les années 1950, le biturbopropulseur de transport Avro 748 fut le dernier succès commercial de la firme de Manchester, adopté par la RAF comme Avro Andover, exporté vers plusieurs pays du Commonwealth et apprécié par les utilisateurs civils. Incorporée au groupe Hawker-Siddeley en 1955, A.V.Roe & Co Ltd fusionna le 1et juillet 1963 avec Armstrong-Whitworth pour former la Division Avro Whitworth de Hawker Siddeley Aviation Ltd.

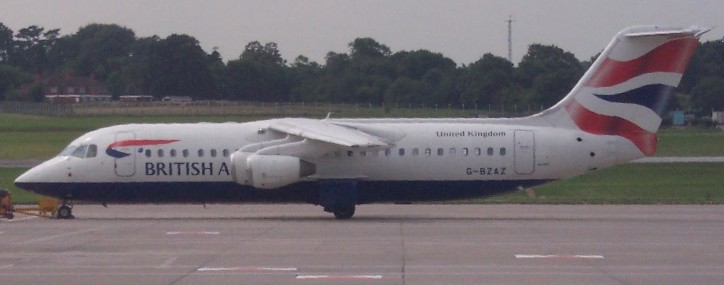
Avro RJ 100 de British Airways

Le nom et la lignée ne devaient pas disparaître pour autant : Hawker Siddeley rebaptisa Avroliner un appareil commercial à décollage et atterrissage court devenu depuis Avro RJ et l’Avro 748 servant de base de développement au Bae ATP.

## Liste des appareils

### A.V.Roe & Company/Avro Aircraft (Ltd)

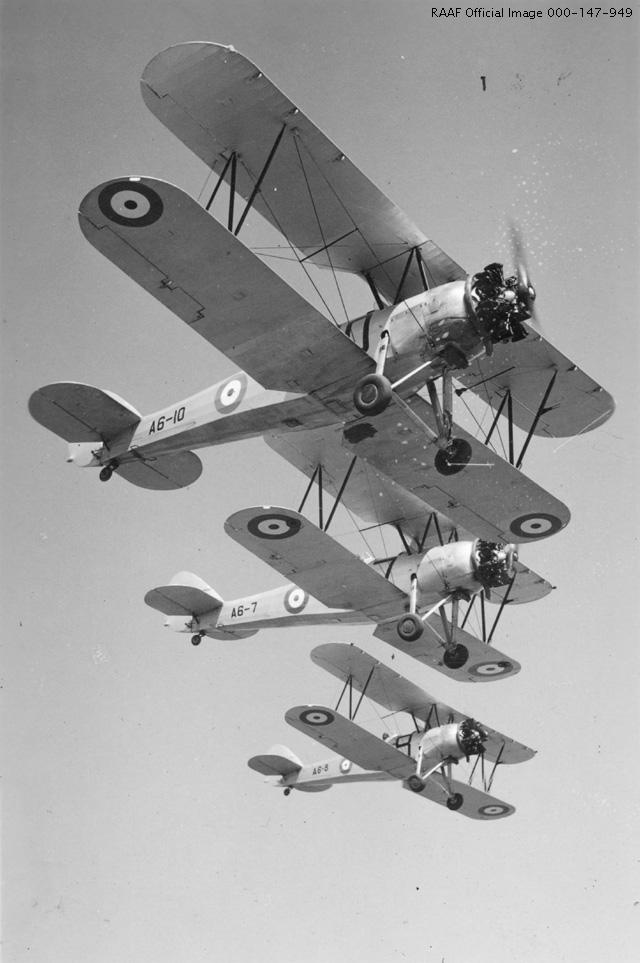
Avro Cadet de la Royal Australian Air Force

- Avro D
- Avro E
- Avro F
- Avro G
- Avro H
- Avro J
- Avro 500
- Avro 501
- Avro 502
- Avro 503
- Avro 504
- Avro 506
- Avro 508
- Avro 510
- Avro 511 Arrowplane et Arrowscout
- Avro 514
- Avro 519
- Avro 521
- Avro 522
- Avro 523 Pike
- Avro 527
- Avro 528 Silver King
- Avro 529
- Avro 530
- Avro 531 Spider
- Avro 533 Manchester
- Avro 534 Baby
- Avro 536
- Avro 537
- Avro 538
- Avro 539
- Avro 543 Baby
- Avro 545
- Avro 546
- Avro 547 Triplane
- Avro 548 Tourist
- Avro 549 Aldershot
- Avro 551
- Avro 552 (en)
- Avro 554 Antarctic Baby
- Avro 555 Bison
- Avro 557 Ava
- Avro 558
- Avro 560
- Avro 561 Andover
- Avro 562 Avis
- Avro 563 Andover
- Avro 566 Avenger I
- Avro 567 Avenger II
- Avro 571 Buffalo I
- Avro 572 Buffalo II
- Avro 574 (Cierva C.6C)
- Avro 575 (en) (Cierva C.8L)
- Avro 576 (en) (Cierva C.9)
- Avro 581 Avian
- Avro 584 Avocet
- Avro 586 (en) (Cierva C.8V)
- Avro 587 (en) (Cierva C.8D)
- Avro 594 Avian I
- Avro 604 Antelope
- Avro 611 (Cierva C.8L)
- Avro 612 (Cierva C.17)
- Avro 616 Avian IVM
- Avro 617 (Cierva C.8L)
- Avro 618 Ten
- Avro 619 Five Avro Cadet de la Royal Australian Air Force
- Avro 619 (Cierva C.19)
- Avro 621 Tutor
- Avro 624 Six
- Avro 626 Prefect
- Avro 627 Mailplane
- Avro 631 Cadet
- Avro 636 (en)
- Avro 637
- Avro 638 Club Cadet
- Avro 639 Cabin Cadet
- Avro Cadet three seater
- Avro 641 Commodore
- Avro 642 Eighteen
- Avro 643 Cadet
- Avro 646 Sea Tutor
- Avro 652 Anson
- Avro 654
- Avro 667
- Avro 671 Rota (Cierva C.30A)
- Avro 674
- Avro 679 Manchester
- 683 Lancaster
- 685 York
- Avro 688 Tudor Mk.1, 3, 4, 8.
- Avro 689 Tudor Mk 2, 5, 6, 7.
- Avro 691 Lancastrian
- 694 Lincoln
- Avro 696 Shackleton
- 698 Vulcan
- Avro 701 Athena
- Avro 706 Ashton
- Avro 707
- Avro 748 Andover
- Avro Viper
- Avro Wright

### Avro Canada
- Avro Canada C 102 Jetliner
- Avro Canada CF-100 Canuck
- Avro Canada CF-103
- Avro Canada CF-105 Arrow
- Avro Canada VZ-9 Avrocar